# Emil Cimiotti
 (décembre 2019).
Si vous disposez d'ouvrages ou d'articles de référence ou si vous connaissez des sites web de qualité traitant du thème abordé ici, merci de compléter l'article en donnant les références utiles à sa vérifiabilité et en les liant à la section « Notes et références ».
Emil Cimiotti, né le 19 août 1927 à Göttingen (Allemagne) et mort le 13 octobre 2019, est un sculpteur allemand principalement connu pour ses sculptures en bronze à la cire perdue.   

## Biographie
Cimiotti a grandi à Göttingen, il est venu pour son compte "dans des conditions très simples". Son père avait été ouvrier, il n'avait lui-même «fréquenté que l'école primaire», mais avait été «un élève très passable». Déjà, on s’aperçut qu’il pouvait «dessiner et peindre mieux que ses camarades». Pour lui, il avait toujours été clair qu'il "ferait quelque chose de professionnel une fois dans cette direction". C'était, bien sûr, complètement inimaginable pour ses parents.
Adolescent, il a d'abord été embauché comme assistant d'aide à la défense, puis utilisé comme soldat sur le front de l'Est au cours des derniers mois de la guerre. Il a fini par tomber dans la captivité britannique. Après sa libération, il termine entre 1946 et 1949 à Göttingen un apprentissage de tailleur de pierre, mais il l’a déçu d’un point de vue artistique. Dans le même temps, il a d'abord essayé l'autodidacte en sculpture et en dessin. Il avait l'expérience ultime quand il au collège de formation des enseignants en cours de dessin Goettingen avec Hans Pistorius "Il a pu rapprocher l'art, insister davantage que l'habitude de tirer des leçons: c'est lui qui m'a montré comment voir et savoir ce qu'était l'art dans l'Allemagne nazie pendant des décennies nous avait passé".
De 1949 à 1951, Cimiotti étudie à la Kunstakademie de Stuttgart avec Otto Baum et Karl Hils. Ils ont refusé d'apporter des corrections à Cimiotti parce qu'elles étaient trop inappropriées. Willi Baumeister, cependant, qui enseignait la peinture à l'académie, l'exigea et le soutint par son intérêt. La situation économique du jeune étudiant s’est également améliorée: alors qu’il devait d’abord gagner sa vie en travaillant occasionnellement sans aide financière du domicile de ses parents, il a reçu l’une des premières bourses offertes par la Studienstiftung des deutschen Volkesrécompensé dans le domaine de l'art. Presque toutes les premières œuvres sculpturales et graphiques ont ensuite été détruites.
En 1951, Cimiotti se rendit à Karl Hartung à la Hochschule der Künste à Berlin. Cimiotti rappelle, il a été à contrecœur suivi ses instructions, les études de nus ont alors ne l'intéressait plus, et il était venu donc aussi que «les résultats modestes». Au lieu de cela, Cimiotti a poursuivi ses études, qu'il avait commencées à Stuttgart. En raison de son manque de talent et de son arrogance, il a été renvoyé deux mois plus tard. Cimiotti est allé à Paris pendant un semestre chez Ossip Zadkine. Il a visité Constantin Brâncuşi, Le Corbusier et Fernand Léger, En 1952, Cimiotti retourna à l'Académie des Beaux-Arts de Stuttgart, où il termina ses études à l'académie en 1954. La même année, il épouse Brigitte Hörz. À partir de 1955, les premiers bronzes aux structures de petit format sont créés. Cimiotti les avait déjà créées en utilisant le principe de la coulée à la cire perdue, un procédé à la forme perdue, à la différence, par exemple, du processus de coulée en sable plus répandu. Pas de moulage autorisé, mais la conception intentionnelle des structures internes a été autorisée et a été utilisée principalement par Cimiotti jusqu'à un âge avancé. Beaucoup de ses premières œuvres ont été coulées selon cette méthode dans l'atelier de bronze de l'académie de Stuttgart par le maître du moulage Herbert Heinzel. Il y a des suggestions pour les sculptures idiosyncratiques dans le travail de son ami Willi Baumeister ainsi que d'Ossip Zadkine, Jean Fautrier et Alberto Giacometti.
En 1956, il y avait les premières expositions et violentes verrissen par la critique d'art. En 1957, Cimiotti reçut le prix d'art "Young west 57" pour sa sculpture dans la section bronze. Les mêmes œuvres, qui venaient d'être projetées, étaient maintenant célébrées avec enthousiasme après qu'Albert Schulze-Vellinghausen et John Anthony Thwaites eurent rendu un compte rendu très positif. 1958 Cimiotti était avec un groupe d'œuvres dans le pavillon italien de la 29 Biennale de Venise représentés. En 1959, il reçut le prix d'art "young west 59" également pour le dessin à la main, ainsi que la bourse d'études de la Villa Massimo à Rome, Il a participé à la documenta 2 en 1959 à Cassel ainsi qu'à des expositions aux États-Unis et à Paris. En 1960, certaines de ses œuvres créées à Rome sont exposées au Kunstverein de Cologne et presque toutes sont acquises par des musées. À la 30e Biennale de Venise, dans le pavillon allemand, il participe avec Baumeister, Bissier et Schmidt-Rottluff.
En 1963, il est nommé membre fondateur de l'Académie des Beaux-Arts de Braunschweig et participe en 1964 à la documenta III. En 1966, il change de méthode de travail et réalise des moulages en coulée en sable. Cela a abouti à des études plus approfondies en champ libre pour les universités de Göttingen, Kiel et Konstanz. En 1968, il participa à la documenta IV. En 1971, Cimiotti a repris son ancienne technique consistant à travailler directement dans la cire. Cela a créé la nature morte, finalement la vanité. Cimiotti a d'abord utilisé la couleur dans ses sculptures.
En 1981/1982, son "projet Stauffenberg", composé de trois sculptures, a été achevé à la mémoire du comte de Claus Schenk von Stauffenberg, mais rejeté par les clients. Dans d'autres permis 1981, un grave accident dans la famille jusqu'au milieu de 1983 le travail presque sculpturale, au lieu Cimiotti travaille comme dessinateur.
En 1984, Emil Cimiotti a reçu le prix de la culture de l'État de Basse-Saxe.
1989 suit les dernières années d’enseignement à l’Université des Beaux-Arts de Braunschweig et l’installation dans un nouveau studio à Hedwigsburg. Des années extrêmement productives ont suivi, avec des rétrospectives à Osnabrück et à Recklinghausen. Il a participé à l'exposition "sculpture européenne d'Informel" au musée Wilhelm-Lehmbruck à Duisbourg. Cependant, même à un stade précoce, il s'est dissocié d'une implication directe dans Informel. 
Emil Cimiotti était en 1970 membre du conseil d'administration du Deutscher Künstlerbundes. En tant que membre à part entière de la DKB il a participé 1957-1993 à plus de 30 grandes expositions annuelles. 
En 1994, il a été élu membre de l'Académie des arts de Berlin, section Beaux-Arts. Il est également membre honoraire de l'Académie des Beaux - Arts de Bavière.

## Récompenses et distinctions
- 1957: prix de l'art jeune ouest pour la sculpture
- 1959: prix d'art du jeune ouest pour le dessin à la main
- 1959: Bourse 1959 de la Villa Massimo à Rome
- 1984: Prix de la culture 1984 de Basse-Saxe
- 2006: Ernst Rietschel Art Prize

## Sélection d'œuvres

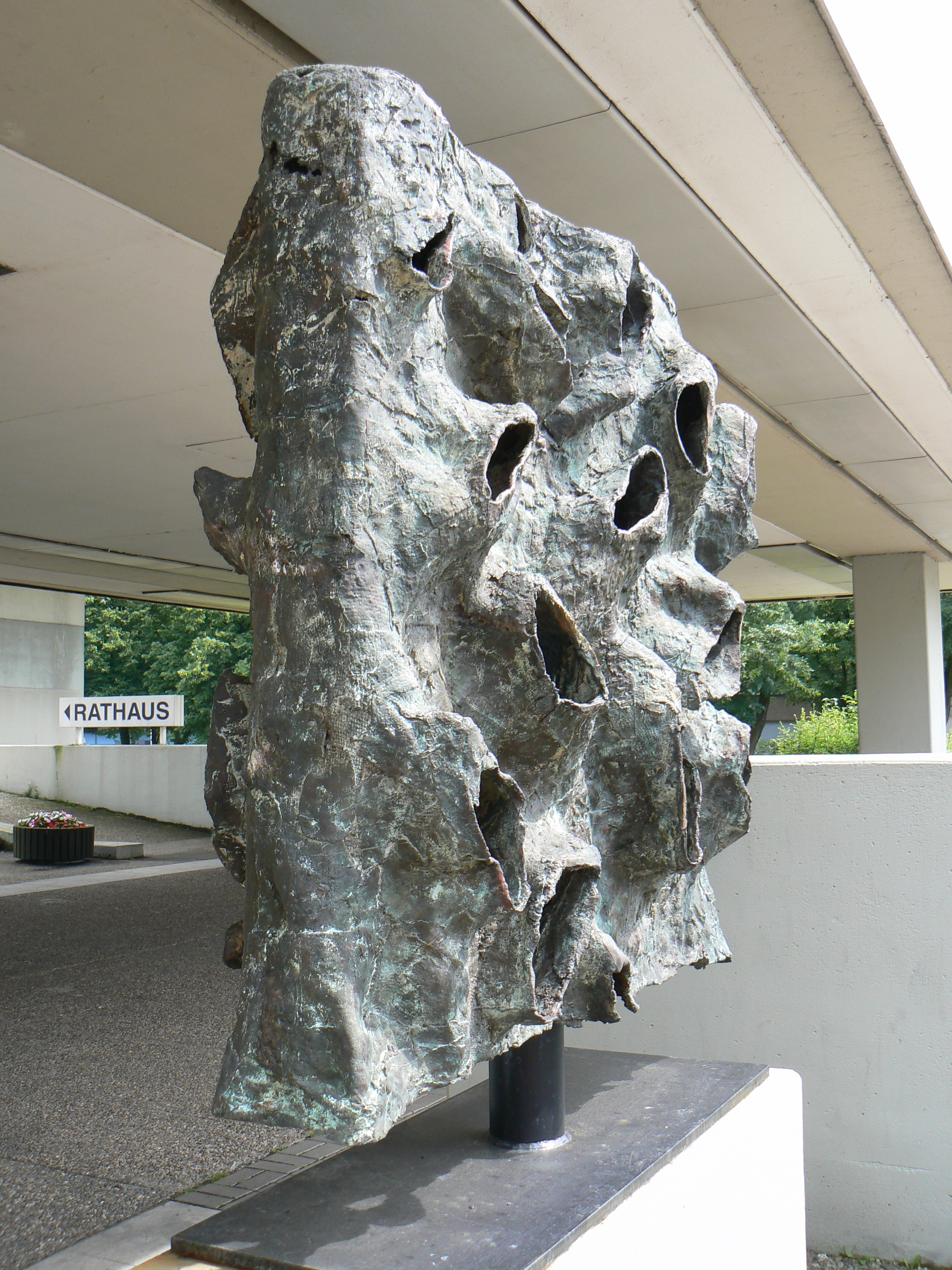
Afrikanisch, später Gruß an Willi Baumeister (2002) (Skulpturenmuseum Glaskasten) devant la mairie de Marl.
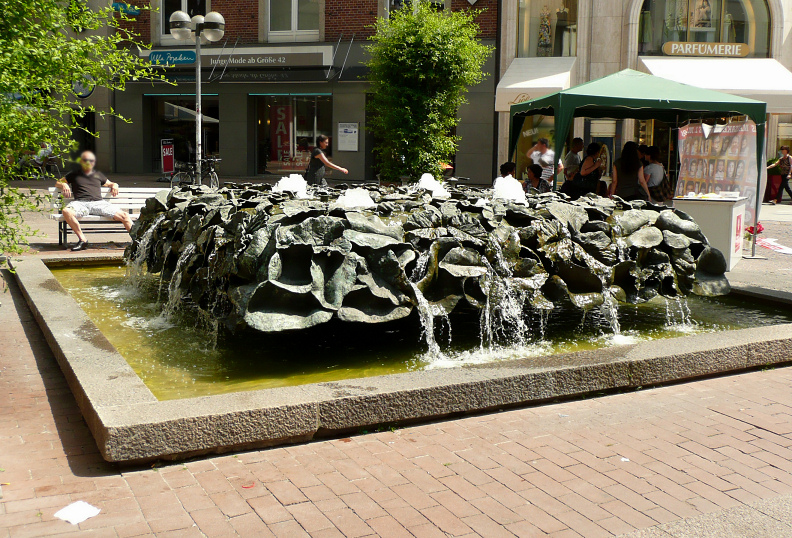
Blätterbrunnen (de) à Hanovre.
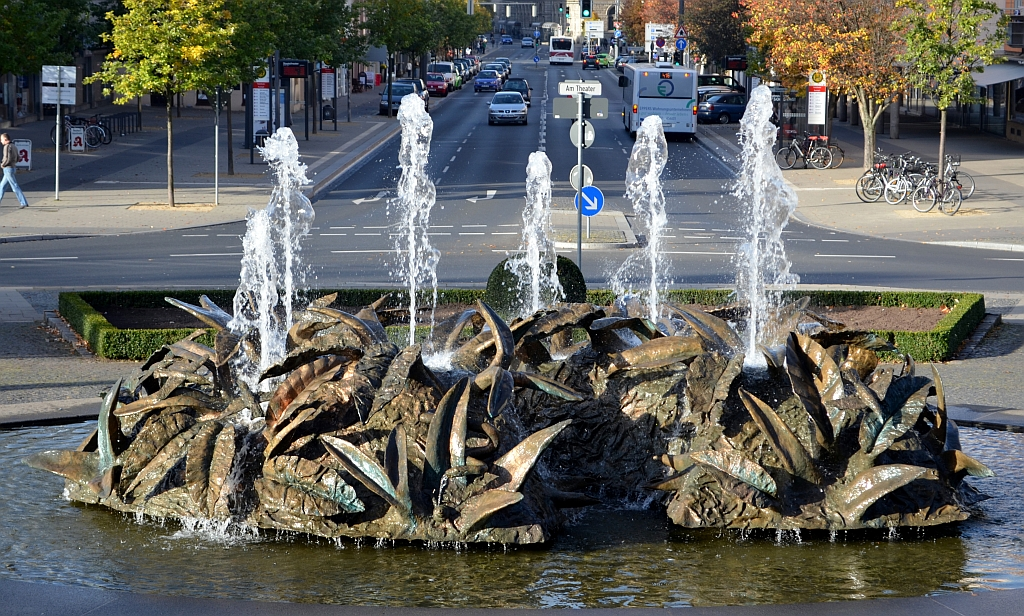
La fontaine Cimiotti devant le Staatstheater de Brunswick.
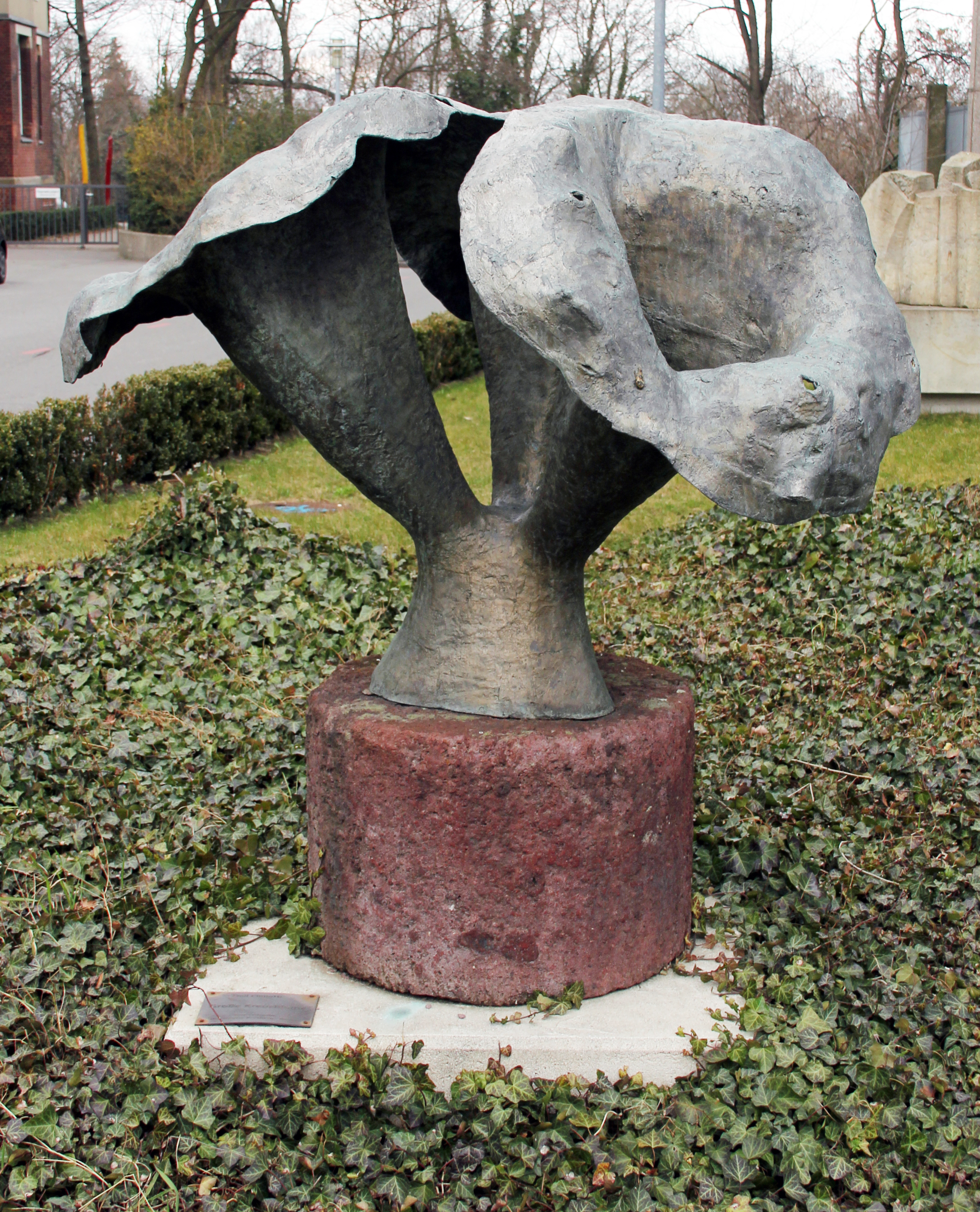
Große Kreuzblume à Berlin-Westend.